# Amastigote

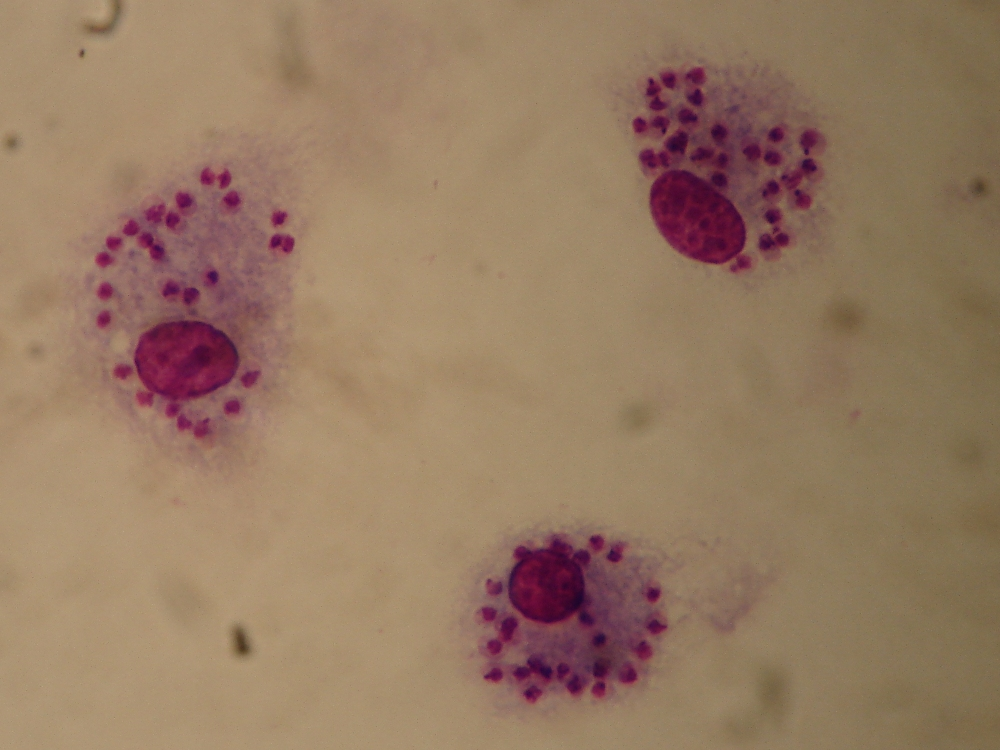
Amastigotes, représentés par les petits points colorés à l'intérieur de la cellule.

Un amastigote est une cellule protiste qui n'a pas de flagelles ou de cils externes visibles. Le terme est utilisé principalement pour décrire une phase intracellulaire dans le cycle de vie des trypanosomes qui se réplique.

## Sources et références
1. ↑  Kahn, S, Wleklinski, M, Aruffo, A et Farr, A, « Trypanosoma cruzi amastigote adhesion to macrophages is facilitated by the mannose receptor », Journal of Experimental Medicine, vol. 182, no 3,‎ 1995, p. 1243–1258 (PMID 7595195, PMCID 2192192, DOI 10.1084/jem.182.5.1243)